# Berberis atrocarpa
Berberis atrocarpa är en berberisväxtart som beskrevs av Camillo Karl Schneider. Berberis atrocarpa ingår i släktet berberisar, och familjen berberisväxter. Inga underarter finns listade i Catalogue of Life.